# Nicola Docherty
Nicola Docherty (* 23. August 1992 in Falkirk) ist eine schottische Fußballnationalspielerin.

## Vereinskarriere
Docherty begann 2010 bei den Rangers und stand im Mai beim ersten Frauenfußballspiel im Ibrox Stadium auf dem Platz. 2012 wechselte sie zum Lokalrivalen Glasgow City FC, dem dominierenden Team im schottischen Frauenfußball. Mit dem Team holte sie bisher 15 nationale Trophäen und bestritt 36 Spiele in der UEFA Women’s Champions League. Bestes Ergebnis war dabei das Erreichen des Viertelfinale 2014/15.

## Nationalmannschaft
Docherty nahm mit der U-17-Mannschaft im Oktober 2008 an der ersten Qualifikationsrunde zur U-17-Fußball-Europameisterschaft der Frauen 2009. Beim Turnier in Weißrussland kam sie im letzten Spiel gegen die Schweiz zum Einsatz. Die Schottinnen und die Schweizerinnen hatten die ersten beiden Spiele gewonnen und spielten um den Gruppensieg. Mit 0:2 verloren die Schottinnen und verpassten damit die zweite Qualifikationsrunde. Im April 2009 kam sie noch bei zwei Freundschaftsspielen gegen die deutsche U-16-Mannschaft und Italien zum Einsatz, die ebenfalls verloren wurden.
Im September 2009 nahm sie mit der U-19 an der ersten Qualifikationsrunde zur U-19-Fußball-Europameisterschaft der Frauen 2010 teil. Beim Turnier in Bulgarien hatte sie zwei Einsätze. Die Schottinnen qualifizierten sich als Gruppenzweite für die zweite Qualifikationsrunde. Diese fand ohne sie Ende März/Anfang April 2010 in den Niederlanden statt und die Schottinnen konnten sich dort als bester Gruppenzweiter für die Endrunde in Mazedonien qualifizieren. Dort kam sie in zwei Spielen zum Einsatz, in denen sie gegen England mit 1:3 verloren und gegen Italien ein 3:3 erreichten. Bei der 1:5-Niederlage gegen Deutschland im zweiten Spiel, durch die sie schon keine Chance mehr hatten das Halbfinale zu erreichen, war sie nicht dabei.  Im September 2010 unternahmen sie einen neuen Anlauf. Im ersten Spiel der ersten Qualifikationsrunde zur U-19-Fußball-Europameisterschaft der Frauen 2011 beim 3:3 gegen Serbien erhielt sie sowie ihre Mitspielerin Lauren McMurchie die Gelb-Rote Karte. Sie waren daher für das zweite Spiel gegen die Slowakei gesperrt. Beim 1:0 gegen Schweden im letzten Gruppenspiel war sie dann wieder dabei. Durch den Sieg qualifizierten sie sich für die zweite Runde. Diese fand Ende März/Anfang April in Österreich statt. Zur Vorbereitung spielten sie Anfang März 2011 gegen Dänemark und Norwegen. Dabei erzielte sie beim 2:2 gegen Norwegen ihr erstes Länderspieltor. Beim Turnier in Österreich stand sie bei den beiden Remis gegen die Gastgeberinnen (3:3, mit einem Tor von Docherty) und Polen (2:2) auf dem Platz. Bei der Niederlage gegen Spanien, durch die sie ausschieden, wurde sie nicht eingesetzt. Mit dem Turnier endete ihre Zeit als Juniorinnennationalspielerin.
Am 21. September 2011 kam sie beim Freundschaftsspiel gegen Finnland zu ihrem ersten Einsatz in der A-Nationalmannschaft. Die Schottinnen hatten drei Tage zuvor in Helsinki mit 0:1 verloren. In Edinburgh gewannen sie dann aber mit 7:2. Docherty wurde nach einer Stunde eingewechselt. Ihren nächsten Einsatz hatte sie im Mai 2012 bei einem 3:1-Sieg im Freundschaftsspiel  gegen Polen, wo sie vier Minuten vor dem Spielende eingewechselt wurde. Zwei Monate später durfte sie beim ersten Spiel gegen Kamerun in den letzten 15 Minuten mitspielen. Auf das nächste Spiel musste sie dann 17 Monate warten, beim Vier-Nationen-Turnier in Brasilien wurde sie gegen die Gastgeberinnen neun Minuten vor dem Spielende eingewechselt.
Beim Zypern-Cup 2014 stand sie dann im zweiten Gruppenspiel gegen die Niederlande erstmals in der Startelf, wurde aber nach 54 Minuten heim Stand von 3:2 (Endstand 4:3) ausgewechselt. Nach einem Kurzeinsatz beim 4:2 gegen Australien durfte sie im Spiel um Platz 3 gegen Südkorea erstmals 90 Minuten spielen. Da es nach 90 Minuten 1:1 stand, kam es zum Elfmeterschießen, das mit 1:3 verloren wurde.
Kurz nach dem Zypern-Cup hatte sie ihre ersten Pflichtspieleinsätze in der Qualifikation für die WM 2015. Ihre Einsatzzeiten blieben aber begrenzt, 2016 und 2018 bestritt sie gar kein Länderspiel. Für die Fußball-Europameisterschaft der Frauen 2017 wurde sie nicht nominiert und in der Qualifikation für die WM 2019 kam sie auch nicht zum Einsatz.
Anfang 2019 spielte sie dann wieder eine Rolle in der Vorbereitung auf die WM, für die sich die Schottinnen erstmals qualifiziert hatten. Sie kam in sechs der ersten sieben Spiele des Jahres zum Einsatz und stand dabei zumeist in der Startelf. Am 15. Mai wurde sie dann auch für den ersten schottischen WM-Kader der Frauen nominiert. Bei der WM, bei der die Schottinnen nach der Gruppenphase ausschieden, kam sie in zwei Spielen zum Einsatz.
Bei der anschließenden misslungenen Qualifikation für die EM 2022 kam sie zweimal zum Einsatz. In der Qualifikation für die WM 2023 wurde sie in sieben der acht Gruppenspiele eingesetzt. Als Gruppenzweite qualifizierten sich die Schottinnen für die Play-offs. Hier gewannen sie zunächst gegen Österreich, verloren dann aber trotz Heimrecht gegen Irland, das sich damit erstmals für die WM-Endrunde qualifizierte. 
In der erstmals ausgetragenen UEFA Women’s Nations League wurde sie in allen sechs Spielen eingesetzt. Als Gruppenletzte stiegen die Schottinnen in Liga B ab. In der Qualifikation für die EM 2025 scheiterte sie mit ihrer Mannschaft in den Play-offs an Finnland. Danach wurde sie noch nicht wieder eingesetzt.

## Erfolge
- Schottische Meisterin 2012, 2013, 2014, 2015, 2016, 2017, 2018 und 2019
- Schottische Pokalsiegerin: 2012, 2013, 2014, 2015, 2019
- Schottische Ligapokalsiegerin: 2012, 2013, 2014, 2015, 2022, 2023